# David Levy
David H. Levy (Montréal, 22 maggio 1948) è un astronomo e divulgatore scientifico canadese, famoso soprattutto per essere stato uno dei co-scopritori della Cometa Shoemaker-Levy 9, che nel 1994 cadde sul pianeta Giove.

## Biografia
Nato a Montréal, nel Quebec, si è trasferito a Vail in Arizona dove gestisce con la moglie Wendee l'osservatorio Jarnac.
Il Minor Planet Center gli accredita la scoperta di cinquantacinque asteroidi, effettuate tra il 1989 e il 2008, tutti in collaborazione con altri astronomi: Tom Glinos, Henry Holt, Wendee Levy, Carolyn Shoemaker e Eugene Shoemaker.
Ha inoltre scoperto o coscoperto sedici comete tra cui la 255P/Levy.
Celebre la sua battuta “Le comete sono come i gatti: hanno la coda e fanno esattamente quello che vogliono” (Comets are like cats; they have tails, and they do precisely what they want).

## Asteroidi scoperti
| 5261 Eureka       | 20 giugno 1990   |
| 5852 Nanette      | 19 aprile 1991   |
| 6398 Timhunter    | 10 febbraio 1991 |
| 6401 Roentgen     | 15 aprile 1991   |
| 6485 Wendeesther  | 25 ottobre 1990  |
| 6670 Wallach      | 4 giugno 1994    |
| 6715 Sheldonmarks | 22 agosto 1990   |
| 6914 Becquerel    | 3 aprile 1992    |
| 7344 Summerfield  | 4 giugno 1992    |
| 8021 Walter       | 22 ottobre 1990  |
| 8358 Rickblakley  | 4 novembre 1989  |
| 9070 Ensab        | 23 luglio 1993   |
| 9083 Ramboehm     | 28 novembre 1994 |
| 10332 Défi        | 13 maggio 1991   |
| 10346 Triathlon   | 2 aprile 1992    |
| 11548 Jerrylewis  | 25 novembre 1992 |
| 11569 Virgilsmith | 27 maggio 1993   |
| 11911 Angel       | 4 giugno 1992    |
| 11941 Archinal    | 23 maggio 1993   |

| 13057 Jorgensen    | 13 novembre 1990 |
| 13111 Papacosmas   | 23 luglio 1993   |
| 13123 Tyson        | 16 maggio 1994   |
| 13615 Manulis      | 28 novembre 1994 |
| 14429 Coyne        | 3 dicembre 1991  |
| 15276 Diebel       | 14 aprile 1991   |
| 15294 Underwood    | 7 novembre 1991  |
| 15321 Donnadean    | 13 agosto 1993   |
| 15779 Scottroberts | 26 luglio 1993   |
| 16514 Stevelia     | 11 novembre 1990 |
| 16669 Rionuevo     | 8 dicembre 1993  |
| 17493 Wildcat      | 31 dicembre 1991 |
| 18368 Flandrau     | 15 aprile 1991   |
| 18434 Mikesandras  | 12 03P 1994      |
| 19980 Barrysimon   | 22 novembre 1989 |
| 20084 Buckmaster   | 6 aprile 1994    |
| 22312 Kelly        | 14 aprile 1991   |
| 22338 Janemojo     | 3 giugno 1992    |
| 24778 Nemsu        | 24 maggio 1993   |
| 24779 Presque Isle | 23 luglio 1993   |

| 27776 Cortland       | 25 febbraio 1992 |
| 27810 Daveturner     | 23 luglio 1993   |
| 29292 Conniewalker   | 24 maggio 1993   |
| 30840 Jackalice      | 15 aprile 1991   |
| 30934 Bakerhansen    | 16 novembre 1993 |
| 30935 Davasobel      | 8 gennaio 1994   |
| 32890 Schwob         | 8 gennaio 1994   |
| 32897 Curtharris     | 1º agosto 1994   |
| 37588 Lynnecox       | 15 aprile 1991   |
| 37601 Vicjen         | 3 aprile 1992    |
| 43793 Mackey         | 13 novembre 1990 |
| 117032 Davidlane     | 14 maggio 2004   |
| 144769 Zachariassen  | 19 aprile 2004   |
| 144907 Whitehorne    | 16 dicembre 2004 |
| 157421 Carolpercy    | 8 ottobre 2004   |
| 294727 Dennisritchie | 31 gennaio 2008  |
| 300909 Kenthompson   | 30 gennaio 2008  |
| 542600 Lindahall     | 16 aprile 2005   |
| 545394 Rossetter     | 2 novembre 2008  |

## Comete scoperte
In ordine di scoperta:
- 137P/Shoemaker-Levy – nota anche come Shoemaker-Levy 2 e scoperta il 25 ottobre 1990
- 192P/Shoemaker-Levy – nota anche come Shoemaker-Levy 1 e scoperta il 15 novembre 1990
- C/1991 B1 (Shoemaker-Levy) – scoperta nel gennaio del 1991
- 129P/Shoemaker-Levy – nota anche come Shoemaker-Levy 3 e scoperta il 7 febbraio 1991
- 118P/Shoemaker-Levy – nota anche come Shoemaker-Levy 4 e scoperta il 9 febbraio 1991
- C/1991 L3 Levy – scoperta il 14 giugno 1991
- 145P/Shoemaker-Levy – nota anche come Shoemaker-Levy 5 e scoperta il 2 ottobre 1991
- C/1991 T2 (Shoemaker-Levy) – scoperta nell'ottobre del 1991
- 181P/Shoemaker-Levy – nota anche come Shoemaker-Levy 6 e scoperta il 7 novembre 1991
- 138P/Shoemaker-Levy – nota anche come Shoemaker-Levy 7 e scoperta il 13 novembre 1991
- 135P/Shoemaker-Levy – nota anche come Shoemaker-Levy 8 e scoperta il 5 aprile 1992
- D/1993 F2 (Shoemaker-Levy 9) – scoperta il 25 marzo 1993 e famosa per essere impattata su Giove tra il 16 ed il 22 luglio del 1994
- C/1993 K1 (Shoemaker-Levy) – scoperta nel marzo del 1993
- C/1994 E2 (Shoemaker-Levy) – scoperta nel marzo del 1994
- C/1994 G1 Takamizawa-Levy – scoperta il 14 aprile 1994
- 255P/Levy – scoperta il 2 ottobre 2006

## Riconoscimenti
- Nel 1980 gli è stata attribuita la Medaglia Chant[10].
- Nel 1988 gli è stato dedicato l'asteroide 3673 Levy [11].
- Nel 1990 ha ricevuto il G. Bruce Blair Award [12].
- Nel 1993 gli è stato assegnato il Premio per il miglior risultato amatoriale dalla Società Astronomica del Pacifico[13].
- Nel 2007 ha ricevuto il Edgar Wilson Award ' [14].